# Římovice

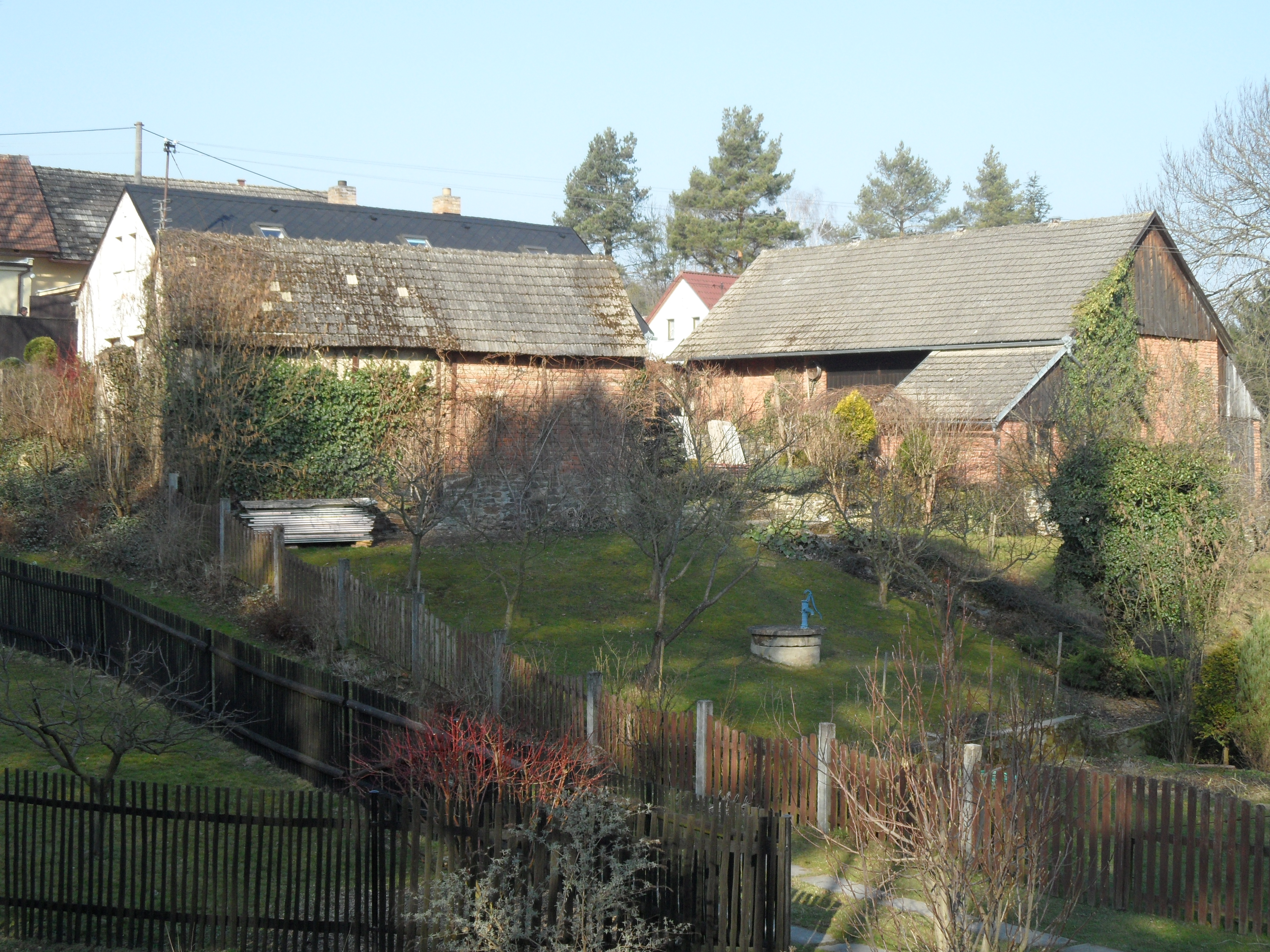
Ortsansicht

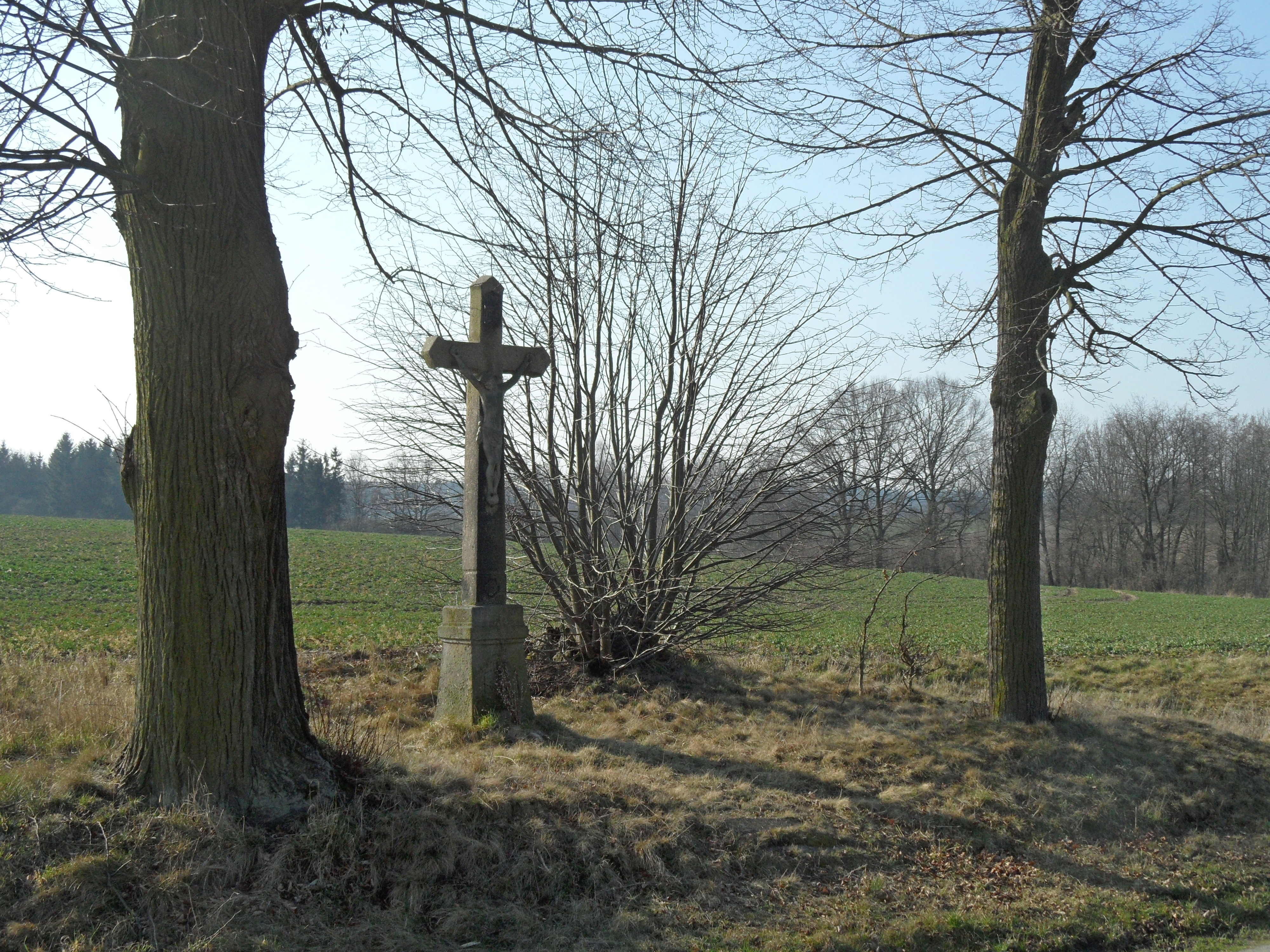
Kreuz an der Straße nach Golčův Jeníkov

Římovice (deutsch Rzimowitz, 1939–45 Rimowitz) ist ein Ortsteil der Stadt Golčův Jeníkov in Tschechien. Er liegt zweieinhalb Kilometer südwestlich von Golčův Jeníkov und gehört zum Okres Havlíčkův Brod.

## Geographie
Římovice befindet sich linksseitig über dem Tal des Baches Římovický potok in der Hornosázavská pahorkatina (Hügelland an der oberen Sázava). Nördlich des Dorfes verläuft die Bahnstrecke Znojmo–Nymburk, östlich und südlich die Staatsstraße I/130 zwischen Golčův Jeníkov und Ledeč nad Sázavou. Gegen Nordosten liegt der jüdische Friedhof Golčův Jeníkov.
Nachbarorte sind Podmoky, Kopaniny und V Slatině im Norden, Ráj und Golčův Jeníkov im Nordosten, Vohančice und Nasavrky im Osten, Olšinky, Hajárna, Zhoř und Frýdnava im Südosten, Budka und Chlumek im Süden, Dolík, Statek, Kamenná Lhota, Dvorek und Chlum im Südwesten, Vlkaneč im Westen sowie Kozohlody; Kocanda und Přibyslavice.

## Geschichte
Die erste schriftliche Erwähnung des Dorfes und der Feste erfolgte 1372 als Sitz des Jan Talafous von Říčan. 1376 verkaufte er die Feste Římovice mit Jeníkov an Slavata von Chlum, der sie an seine Burg Chlum anschloss. Im Zuge der Erbteilung mit seinen Brüdern erhielt Mstich von Chlum 1398 das Gut Římovice. Später wurde das Gut zunächst wieder mit der Herrschaft Chlum vereinigt, 1417 jedoch an die Herrschaft Podhořany angeschlossen. Während der Hussitenkriege hatte Ondřej Keřský von Řimovice seinen Sitz auf der Feste. Nach deren Ende wurde Řimovice wieder mit Podhořany. Ab 1461 gehörte das Gut erneut zur Burg Chlum; 1482 wurde es an das Gut Jeníkov angeschlossen. Im 16. Jahrhundert lag das Dorf Římovice wüst. Ab 1600 gehörte Řimovice zur Feste Nové Vohančice und ab 1638 wieder zur Herrschaft Jeníkov; in der berní rula von 1654 ist Římovice als Teil der Herrschaft Jeníkov aufgeführt.
Im Jahre 1840 bestand das im Caslauer Kreis gelegene Dorf Řimowitz aus 31 Häusern, in denen 204 Personen, darunter zwei protestantische Familien lebten. Nach Řimowitz konskribiert war der aus sieben Häusern bestehende Weiler Budka. Pfarrort war Jenikau. Bis zur Mitte des 19. Jahrhunderts blieb Řimowitz der Herrschaft Goltsch-Jenikau untertänig.
Nach der Aufhebung der Patrimonialherrschaften bildete Římovice ab 1849 eine Gemeinde im Gerichtsbezirk Habern. Ab 1868 gehörte der Ort zum Bezirk Časlau. 1869 hatte Římovice 214 Einwohner und bestand aus 33 Häusern. Im Jahre 1900 lebten in Římovice 201 Menschen, 1910 waren es 202. 1930 hatte Římovice 211 Einwohner und bestand aus 36 Häusern. Seit der Gebietsreform von 1960 gehört das Dorf zum Okres Havlíčkův Brod. 1961 erfolgte die Eingemeindung nach Golčův Jeníkov. Beim Zensus von 2001 lebten in den 35 Häusern des Dorfes 72 Personen.

## Ortsgliederung
Zu Římovice gehört der Weiler Budka. Der Ortsteil bildet einen Katastralbezirk.

## Sehenswürdigkeiten
- Gusseisernes Kreuz auf dem Dorfplatz
- Stählerner Glockenbaum auf dem Dorfplatz
- Flurkreuz an der Straße nach Golčův Jeníkov
- Wüste Feste Římovice, gegenüber dem Dorf Richtung Golčův Jeníkov, erhalten ist ein grasbewachsener Hügel mit Resten des Grabens

## Persönlichkeiten
- Ondřej Keřský von Řimovice († 1446), der radikale Hussitenführer und Oberhauptmann der Taboriten eroberte 1435 die Feste Paběnice. Später erwarb er noch das Gut Malešov hinzu. Kurz vor seinem Lebensende wurde er zum Raubritter, führte eine Fehde mit seinem früheren Kampfgefährten Bedřich von Strážnice und wurde schließlich in Čáslav durch das Schwert gerichtet.